# Capsicum chinense
Capsicum chinense,  biljna vrsta iz roda paprika čiji je znanstveni naziv vrste C. chinense ili C. sinensis ("kineska paprika") pogrešan. Sve vrste Capsicuma potječu iz Novog svijeta. Nikolaus Joseph von Jacquin (1727. – 1817.), nizozemski botaničar, pogrešno je imenovao vrstu 1776. jer je vjerovao da potječu iz Kine zbog njihove rasprostranjenosti u kineskoj kuhinji nakon što su ih uveli europski istraživači.
"Habanero type" paprika vrsta su paprike porijeklom iz dijelova Južne Amerike. Kao i druge vrste paprike, plodovi su svijetle boje i koriste se diljem svijeta za hranu, začin i lijek. Svjetska rekorderka u ljutoći je 'Carolina Reaper'.

## Jedinstvene karakteristike Capsicum Chinense
Što se tiče fizičkog izgleda, Capsicum Chinense ima širok raspon varijacija. Neke biljke, poput habanera, rastu u obliku malih, zbijenih grmova koji imaju male, bijele cvjetove s pet latica. Druge su biljke tipičnije za ovu vrstu, s uspravnim, krutim stabljikama i velikim zelenim lišćem koje je tanko i naborano s dva do šest cvjetova po čvoru.
Same paprike također se jako razlikuju po izgledu. Neke su paprike izdužene u obliku lampiona, druge su male i zaobljene.
Boje ploda najčešće su jarke crvene, narančaste i žute. Uz više poznate crvene i narančaste boje, Capsicum Chinense može uroditi plodom koji izgleda smeđe, tamnoljubičaste ili čak tamne, gotovo crne čokoladno smeđe nijanse.
Unutrašnjost ploda obično sadrži nekoliko sjemenki koje su male veličine i mogu biti plosnate ili zaobljene. Spužvasto rebro dijeli unutarnji prostor u kojem se nalaze sjemenke.
Možda je najunikatnija karakteristika ove posebne vrste posebna aroma koju ispuštaju ove papričice. Čak i najljuće papričice ove vrste odaju slatku i voćnu aromu, koja se najčešće opisuje kao slična aromi marelice.

## Sorte ove vrste
Habanero paprika je najpoznatija i najpopularnija sorta ove vrste, ali postoje i mnoge druge vrste paprike u vrsti Capsicum Chinense. Ostale sorte uključuju:
- Carolina Reaper
- Bhut Jolokia (ghost pepper)
- Trinidad Moruga Scorpion
- Red Savina habanero
- Scotch bonnet
- Congo pepper
- Rocotillo
- Jamaican Hot
- Madame Jeanette
- Adjuma
- Red Dominica
- Goat pepper
- Datil[2]

## Profil ljutine
Vrsta Capsicum Chinense daje neke od najljućih sorti paprike na svijetu, uključujući habanero. Kombinacija voćne arome i intenzivne pikantnosti čini paprike ove vrste strastvenim favoritom među ljubiteljima ljutih papričica.
Međutim, postoje i neke paprike vrste Capsicum Chinense koje su blage, poput Nu Mex Suave i Trinidad perfume. Ove su sorte blage i aromatične.

## Tipične sličnosti okusa
Kada je riječ o ovoj određenoj vrsti, paprike se jako razlikuju u okusu, kao i u razini topline. Uz to, sve paprike - od najblažih do najžešćih - imaju istu karakterističnu voćnu aromu.

## Zavičajni krajevi
U doslovnom prijevodu naziv "Chinense" znači "iz Kine". To je, međutim, prilično pogrešno jer Capsicum Chinense nije porijeklom iz Kine i ne potječe iz Kine. Ova vrsta paprike potječe iz bazena Amazone i porijeklom je iz Srednje Amerike, Karipskog otočja i regije Yucatan.